# Oscar Valero Cruz
Oscar Valero Cruz (Balanga, 17 de novembro de 1934 - San Juan, 26 de agosto de 2020) foi um clérigo filipino e arcebispo da Arquidiocese de Lingayen-Dagupan, na província de Pangasinan. Cruz serviu como Presidente da Federação das Conferências Episcopais Asiáticas (FABC), de 1993 a 2000, e como Presidente da Conferência Episcopal Católica das Filipinas (CBCP), de 1995 a 1999.
Oscar Cruz foi ordenado sacerdote em 10 de fevereiro de 1962. Estudou filosofia e teologia na Pontifícia e Real Universidade de São Tomás de Aquino em Manila e direito canônico na Pontifícia Universidade Lateranense Romana. Foi reitor do seminário diocesano de Manila (1973-1978) e vigário judicial e chefe do departamento jurídico da Conferência Episcopal das Filipinas.
Papa Paulo VI nomeou-o em 4 de março de 1976 Bispo Auxiliar de Manila e Bispo Titular de Martirano. O núncio apostólico nas Filipinas, Bruno Torpigliani, o consagrou bispo em 22 de maio do mesmo ano; Os co-consagradores foram cardeal Jaime Lachica Sin, Arcebispo de Manila, e Artemio G. Casas, Arcebispo de Jaro.
Em 22 de maio de 1978 foi por Paulo VI nomeado Bispo de San Fernando, renunciando a esse cargo em 24 de outubro de 1988. O Papa João Paulo II o nomeou arcebispo de Lingayen-Dagupan em 15 de julho de 1991. Em 8 de setembro de 2009, Bento XVI acatou sua aposentadoria por idade.
Cruz publicou vários escritos e livros, como o manual CBCP Guidelines on Sexual Abuse and Misconduct: A Critique, and Call of the Laity.
Ele morreu como resultado de "falência de múltiplos órgãos, em consequência de uma infecção crítica por COVID-19".